# Feng Jin
Feng Jin (en chino tradicional, 馮勁; en chino simplificado, 冯劲; pinyin, Féng Jìn; Chongqing, Sichuan, 14 de agosto de 1993) es un futbolista chino que juega en la demarcación de centrocampista para el Shanghái Port de la Superliga de China.

## Selección nacional
Hizo su debut con la selección absoluta de China el 7 de junio de 2019 contra Filipinas en un partido amistoso que finalizó con un resultado de 2-0 a favor del combinado chino tras los goles de Zhang Xizhe y Wu Xi.

### Goles internacionales
| # | Fecha                | Lugar                        | Oponente | Gol | Resultado | Competición |
| - | -------------------- | ---------------------------- | -------- | --- | --------- | ----------- |
| 1 | 30 de agosto de 2019 | Estadio NFTC, Xianghe, China | Birmania | 2-0 | 4-1       | Amistoso    |

## Clubes
| Club                          | País  | Año       | Partidos | Goles |
| ----------------------------- | ----- | --------- | -------- | ----- |
| Chongqing Liangjiang Athletic | China | 2013-2021 | 137      | 11    |
| Shanghái Port                 | China | 2022-2023 | 30       | 4     |
| Qingdao Jonoon FC (cedido)    | China | 2023      | 10       | 0     |
| Shanghái Port                 | China | 2024-     | 46       | 4     |

## Palmarés
| Título             | Club            | País  | Año  |
| ------------------ | --------------- | ----- | ---- |
| Primera Liga China | Chongqing Lifan | China | 2014 |
| Superliga de China | Shanghai Port   | China | 2023 |
| Superliga de China | Shanghai Port   | China | 2024 |
| Copa FA de China   | Shanghai Port   | China | 2024 |